# 포로

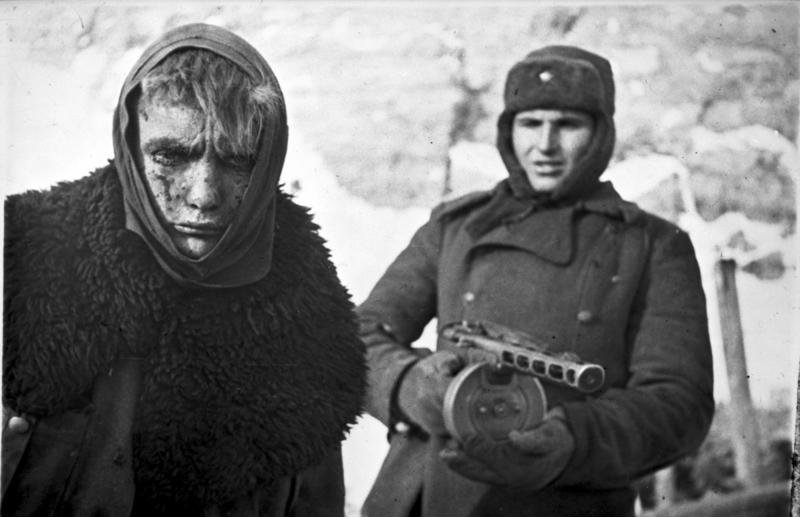
독소전 당시 소련군에 생포된 독일군 포로

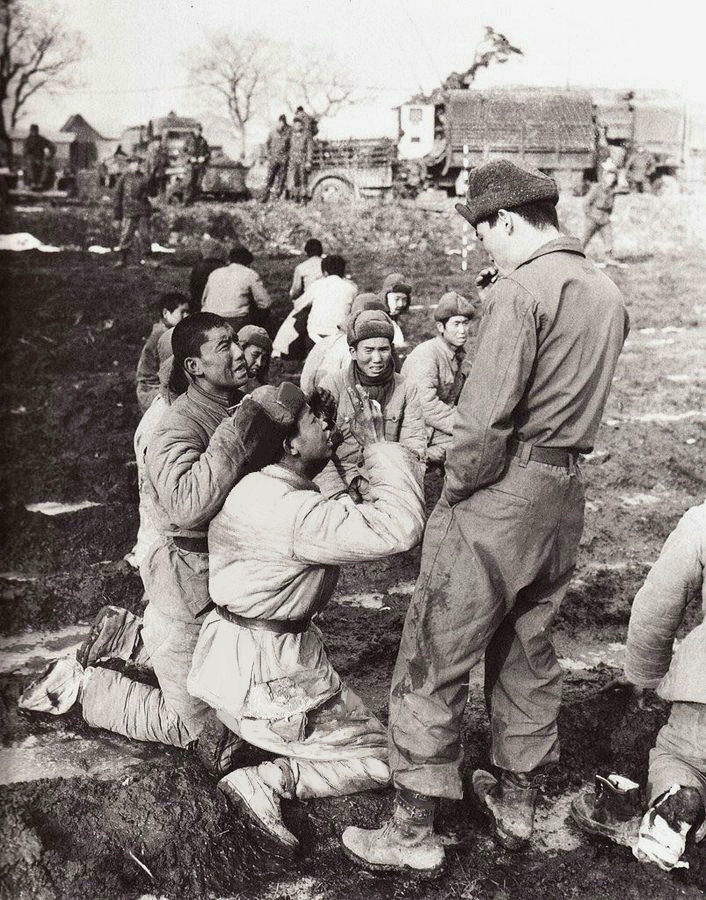
1951년 한국군에게 체포된 중공군 포로

포로(捕虜, Prisoner of War, POW)는 무력분쟁(전쟁, 내전)에서 교전국에 억류된 적대국의 국민이다. 근대 이전에는 민간인을 사로 잡았더라도 포로라고 불렀는데, 지금은 포로 대우를 받기위한 자격 요건은 전시 국제법에 의하여 “분쟁 당사국의 군대의 구성원 및 그 군대의 일부를 이루는 민병대 또는 의용대의 구성원” 등으로 정해져 있다.
주로 교전중인 군인들이 전투하다가 포로가 되는 일이 많으나 전쟁터와 그 인근에 거주하던 민간인이 포로가 되는 일도 많다. 과거에는 포로를 노예로 매매하는 일이 많았으나 노예제가 폐지된 후 사라졌다.

## 같이 보기
- 포로 수용소
- 6.25 전쟁의 대한민국 국군 포로